# La colpa di Janet Ames
La colpa di Janet Ames (The Guilty of Janet Ames) è un film del 1947 diretto da Henry Levin.

## Trama
Una vedova di guerra non riesce ad accettare che il marito sia morto per salvare altri cinque compagni perché ritiene che non meritassero questa fortuna; questo la affligge tanto da procurarle una paralisi isterica che i medici non sanno come curare. Un giorno incontra uno scalcinato giornalista dedito all'alcol e l'uomo scopre che lei è la moglie dell'uomo che per salvarli ha pagato la vita. Decide di aiutarla con la psicoanalisi ed arriva anche a mentirle facendole credere che tutti e cinque, lui compreso, sono persone di successo che hanno usato con buon senso questa seconda occasione. La donna guarisce, salvo scoprire che quel che le ha raccontato il giornalista è falso, ma lungi dal giudicarlo decide di aiutarlo a sua volta.